# Alain Delcamp
Alain Delcamp, né à Aurillac (Cantal) le 11 avril 1946, a été membre de la Haute Autorité pour la transparence de la vie publique du 19 décembre 2013 à mars 2015. Il fut en outre secrétaire général du Sénat.

## Carrière
Docteur d’État en droit public, diplômé de l'Institut d’études politiques de Paris, titulaire d'un Diplôme d’études supérieures (DES) de droit et de sciences économiques, Alain Delcamp est un haut fonctionnaire du Sénat. Administrateur du Sénat depuis 1971, il a été, entre autres, Directeur du service des commissions et Directeur général de la commission de la communication et du développement technologique. Nommé Secrétaire général de la Présidence du Sénat le 11 octobre 2005, il a été élevé à la dignité de Secrétaire général du Sénat[Quoi ?] le 19 juin 2007. Ayant fait valoir ses droits à la retraite, il a quitté ses fonctions le 10 avril 2013.
Il a été de 1983 à 1989 conseiller municipal d'Aurillac. En novembre 1980, il avait été candidat UDF à l'élection législative partielle organisée dans la Première circonscription du Cantal.
Chargé d'enseignement à l'université Université Paris-1 Panthéon-Sorbonne, professeur à l'Institut d'études politiques d'Aix-en-Provence de 1986 à 2006, il est professeur associé à l'Université Paul Cézanne Aix-Marseille III depuis 2009.
En 1995, il est élu président-fondateur de l'Association de Recherche sur les Collectivités Locales en Europe (ARCOLE).
Il a écrit plusieurs ouvrages de science politique nationale et internationale. Depuis 2005 il est vice-président de l'Association français de droit constitutionnel.
Le 2 décembre 2013, le président du Sénat, Jean-Pierre Bel, a proposé la nomination d’Alain Delcamp en tant que personnalité qualifiée appelée à siéger au sein de la future Haute Autorité pour la transparence de la vie publique. Le 18 décembre, les sénateurs de la commission des Lois du Sénat ont approuvé cette nomination par 35 voix pour et un bulletin blanc. Il démissionne du collège de la Haute Autorité à la fin de mars 2015.

## Décorations
- Commandeur de la Légion d'honneur par décret du 1er janvier 2013
  -  Officier de la Légion d'honneur par décret du 27 mars 1998
  -  Chevalier de la Légion d'honneur par décret du 10 juin 1992
- Officier de l'ordre national du Mérite par décret du 15 novembre 1998
  -  Chevalier de l'ordre national du Mérite par décret du 26 aout 1988

- Commandeur de l'ordre du Mérite (2013)
- Officier de l’Ordre national de Mérite de Hongrie (2007)